# Чаршаф
Чаршаф (з осман. چارشاف, трансліт. çarşaf, також пишеться як «charshaf»)  — це простий, вільного крою верхній одяг, який нагадує халат, абаю, нікаб та чадру. Буквальний переклад — «простирадло».
Чаршаф, як правило, чорного кольору.  Подібно до іранської чадри, чаршаф часто закриває нижню частину обличчя. Тканина фіксується шпилькою під носом, а іноді частина полотна, що закриває нижню частину обличчя, приколюється збоку. Однак, на відміну від чадри, чаршаф зазвичай складається з двох частин: верхньої, що сягає приблизно до талії, і нижньої, що має крій широкої спідниці до підлоги[джерело?].
Чаршаф, хоч і не є традиційним ісламським вбранням, став популярним наприкінці XIX століття за часів правління Абдул-Гаміда II (між 1876 та 1908 роками). Його поява була пов'язана з відмовою від західних тенденцій в одязі. Сьогодні чаршаф досі носять переважно у віддалених регіонах, що колись належали до Османської імперії, зокрема у Ємені[джерело?].
Згідно з дослідженням 2012 року, менше 2% жінок у Туреччині носили чаршаф, а в Іраці — 5%. Дані щодо деяких регіонів були відсутні або недоступні (N/I, N/A 6%). За іншим опитуванням, проведеним у 2012 році, лише 0,1% турецьких жінок носили чаршаф.
Попри це, чаршаф залишається поширеним одягом для молитви серед жінок. Його використання схоже на мукену в мусульманських країнах Південно-Східної Азії[джерело?].

## Дивіться також
- Бурка
- Чадра
- Хіджаб